# Potaissa (castrum)
Potaissa era un castrum de la província romana de Dàcia, situat a l'actual Turda (Romania).

## Història
Els dacis van establir una ciutat que Ptolemeu en la seva Geografia anomena Patreuissa, que probablement és una corrupció de Patavissa o Potaissa, sent aquesta última més freqüent. Va ser conquerida pels romans, que van mantenir el nom de Potaissa, entre els anys 101 i 106 dC, durant el govern de Trajà, juntament amb parts de la Dàcia de Decèbal.
El nom de Potaissa es registra per primera vegada en un mil·liari romà descobert el 1758 a la propera comuna d'Aiton.

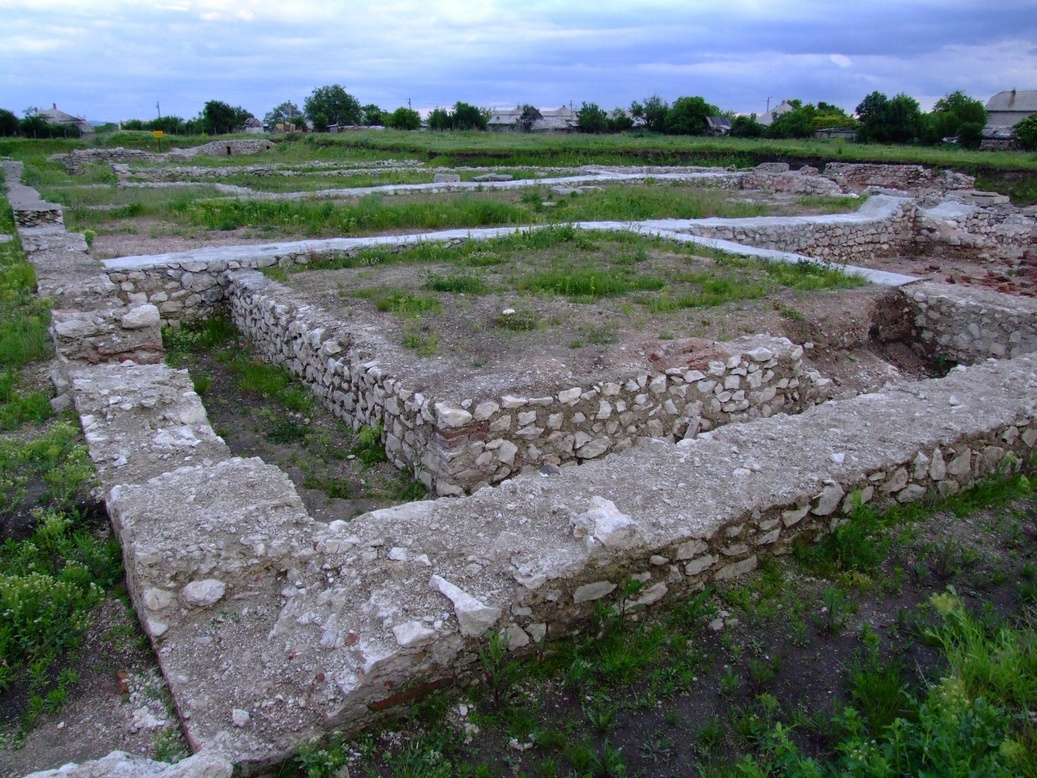
Bany romà a Castra Potaissa

El milliarium d'Aiton és una antiga fita romana que data del 108 dC, poc després de la conquesta romana de Dàcia, i que mostra la construcció de la carretera de Potaissa a Napoca, per demanda de l'emperador Trajà. Indica la distància de 10 per 10.000 peus (14.800 m) (PMX) fins a Potaissa. Es tracta de la primera atestació epigràfica dels assentaments de Potaissa i Napoca a la Dàcia romana.
La inscripció completa és: "Imp (erator) / Caesar Nerva / Traianus Aug (ustus) / Germ (anicus) Dacicus / pontif (ex) maxim (us) / (sic) pot (estate) XII co (n) s (ul) V / imp (erator) VI p (ater) p (atriae) fecit / per coh (ortem) I Fl (aviam) Vlp (iam) / Hisp (anam) mil (liariam) c (ivium) R (omanorum) eq (uitatam) / a Potaissa Napo / cam / m (ilia) p (assuum) X ". Es va registrar al Corpus Inscriptionum Latinarum, vol. III, el 1627, Berlín, 1863.
Aquest mil·liari es coneix que fou construïda per Cohors I Hispanorum miliaria.
El castrum també es va anomenar Potaissa i es va convertir en municipium i després colònia. Potaissa va ser el camp de base de la Legio V Macedonica del 166 al 274.

Les mines de sal de Potaissa es van treballar a la zona des de la prehistòria.

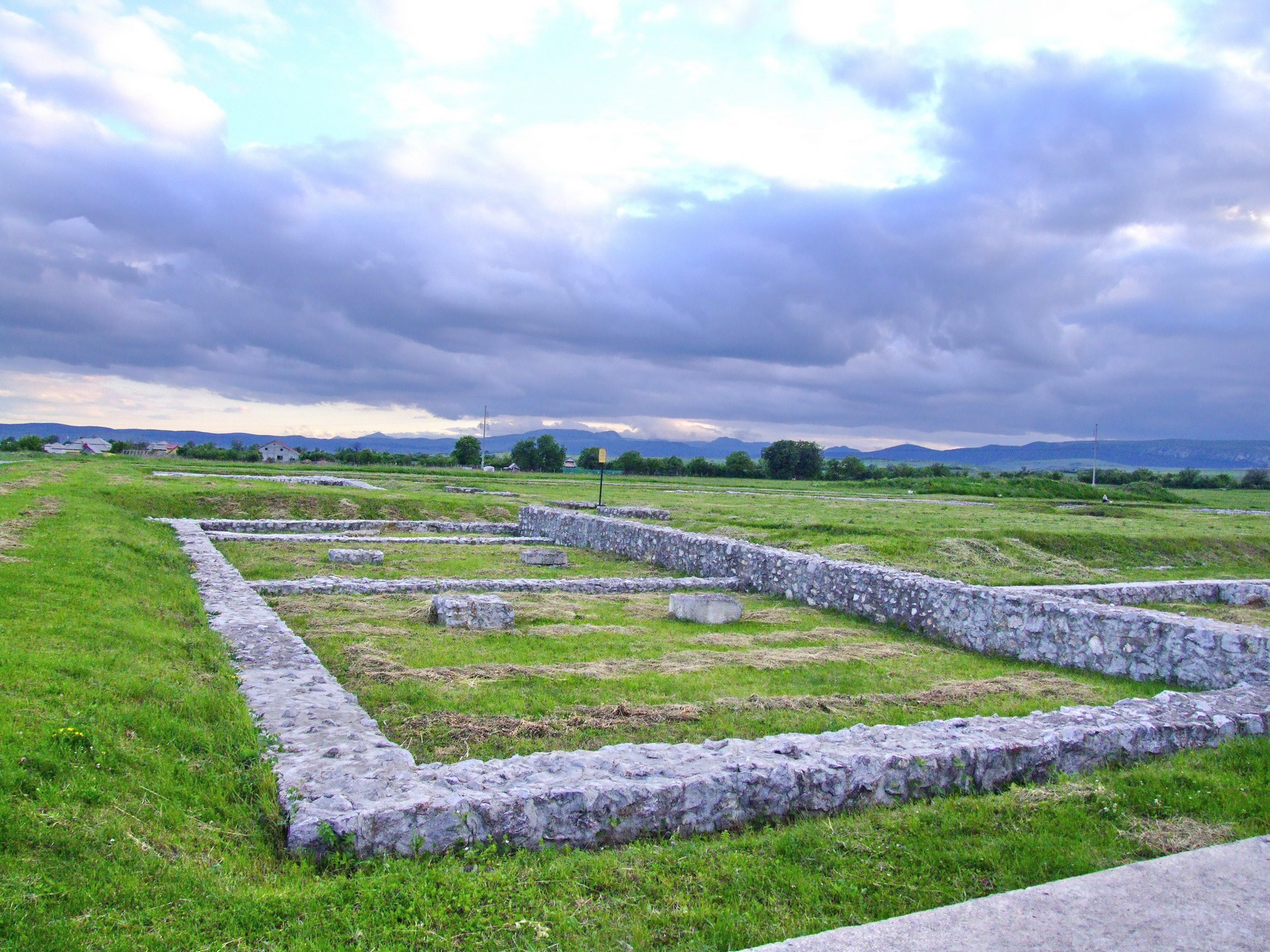
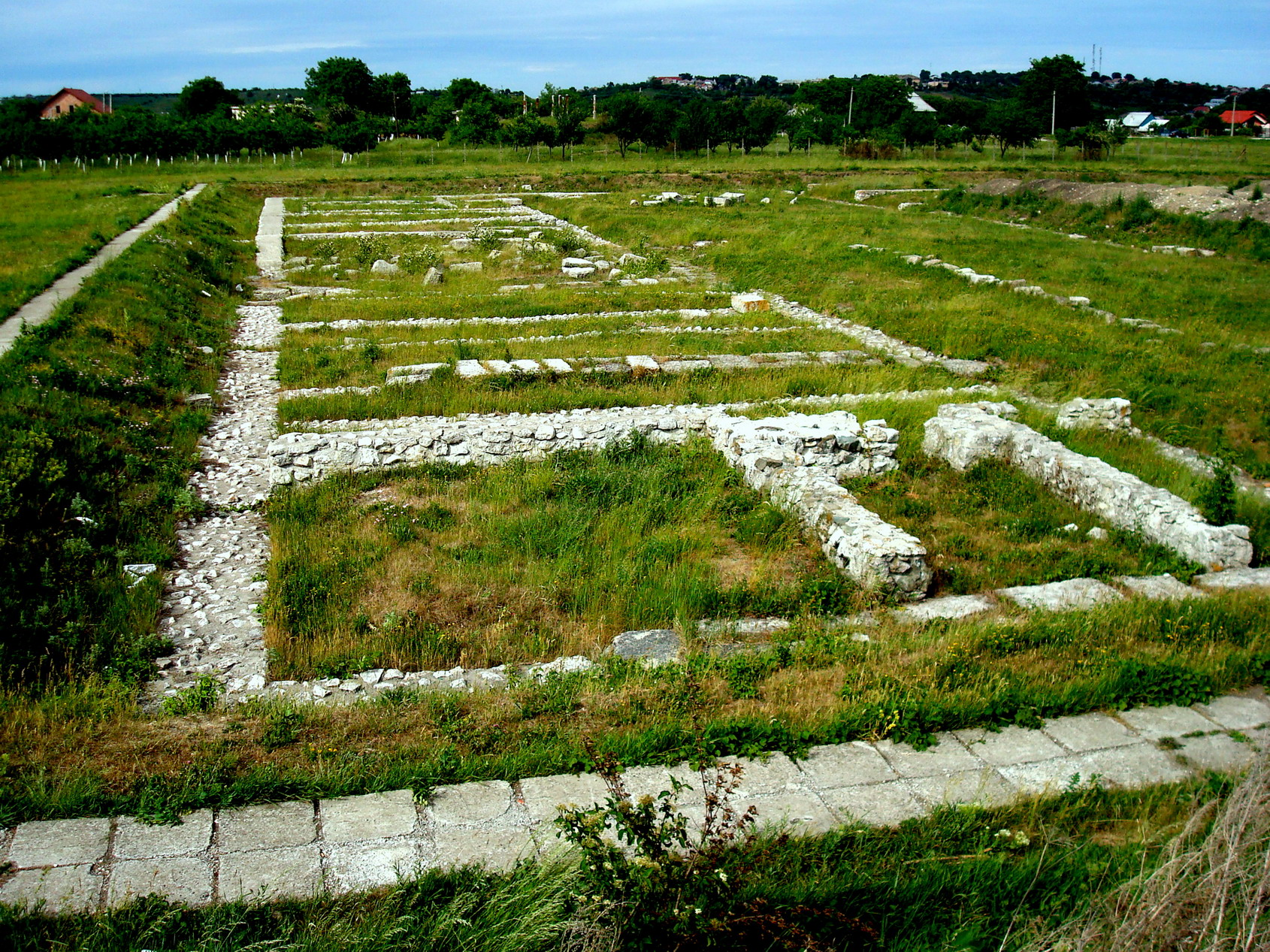